# Freiligrathplatz
Der Freiligrathplatz (früher Richthofenplatz) ist ein Kreisverkehr im Düsseldorfer Stadtteil Stockum und wichtiger Verkehrsknotenpunkt. Seine Bedeutung erhält er insbesondere durch die Lage und geringe Entfernung zur Merkur Spiel-Arena (ehemals Rheinstadion), zur Düsseldorfer Messe und zum weit über die Stadtgrenzen hinaus bekannten Aquazoo mit der Blumenlandschaft Nordpark. Zudem ist der Platz ein beliebter Treffpunkt vor Großereignissen in der nahegelegenen Merkur Spiel-Arena, insbesondere vor Fußballspielen von Fortuna Düsseldorf.

## Benennung
Der Freiligrathplatz wurde am 12. November 1948 nach dem deutschen Lyriker und Dichter Ferdinand Freiligrath benannt. Zuvor hieß er – zur Erinnerung an den deutschen Jagdflieger Manfred von Richthofen – Richthofenplatz.

## Beschreibung des Platzes und Verkehrssituation
In den Freiligrathplatz, der eine ungefähre Fläche von 7850 m² aufweist, münden vier große Verkehrsstraßen. Gen Süden verläuft die Kaiserswerther Straße, die in die Düsseldorfer Innenstadt führt (Stadtteil Pempelfort), im Westen sind über die Beckbuschstraße die Merkur Spiel-Arena sowie das Messegelände zu erreichen, die im Nordwesten des Platzes angesiedelte Niederrheinstraße führt u. a. zur Autobahnstrecke A 44 und zum Düsseldorfer Flughafen, der Sandweg im Nordosten in den angrenzenden Stadtteil Unterrath.
Darüber hinaus verfügt der Platz über zwei Stadtbahnhaltestellen entlang der hier verlaufenden Stammstrecke 1 der Düsseldorfer Stadtbahn und ist ein Knotenpunkt der Düsseldorfer Buslinien. Im Westen wurde 1999 ein moderner Hochbahnsteig für die Linie U78 gebaut, die in nur zwei Minuten die Endhaltestelle Merkur Spiel-Arena/Messe Nord erreicht und am Hauptbahnhof Düsseldorf startet. Nördlich des Kreisverkehrs befindet sich die Stadtbahnhaltestelle, über die die Linie U79 Richtung Duisburg-Duissern/Meiderich bzw. Düsseldorf Hbf, Düsseldorf-Oberbilk und in den Hauptverkehrszeiten Düsseldorf Universität Ost verkehrt. Dort wurde am 14. September 2009 nach monatelanger Bauzeit jeweils ein hochfluriger Seitenbahnsteig eröffnet, der direkt an die Bushaltestelle angeschlossen ist. Ebenfalls bedeutsam ist der Platz für den städtischen Linienbusverkehr. Am Sandweg befindet sich die (End-)Haltestelle der Linien 730, 760 und 809. Dort bestehen Verbindungen zum Flughafen und in die nordöstlich gelegenen Stadtteile von Düsseldorf sowie in die Nachbarstadt Ratingen.

## Besonderes
Unweit vom U-Bahnhof befindet sich eine ehemalige Straßenbahn-Haltestelle, die 1990 aufgegeben wurde. Die Haltestelle „Zu den Eichen“ lag nur 300 Meter entfernt.